# 능력주의

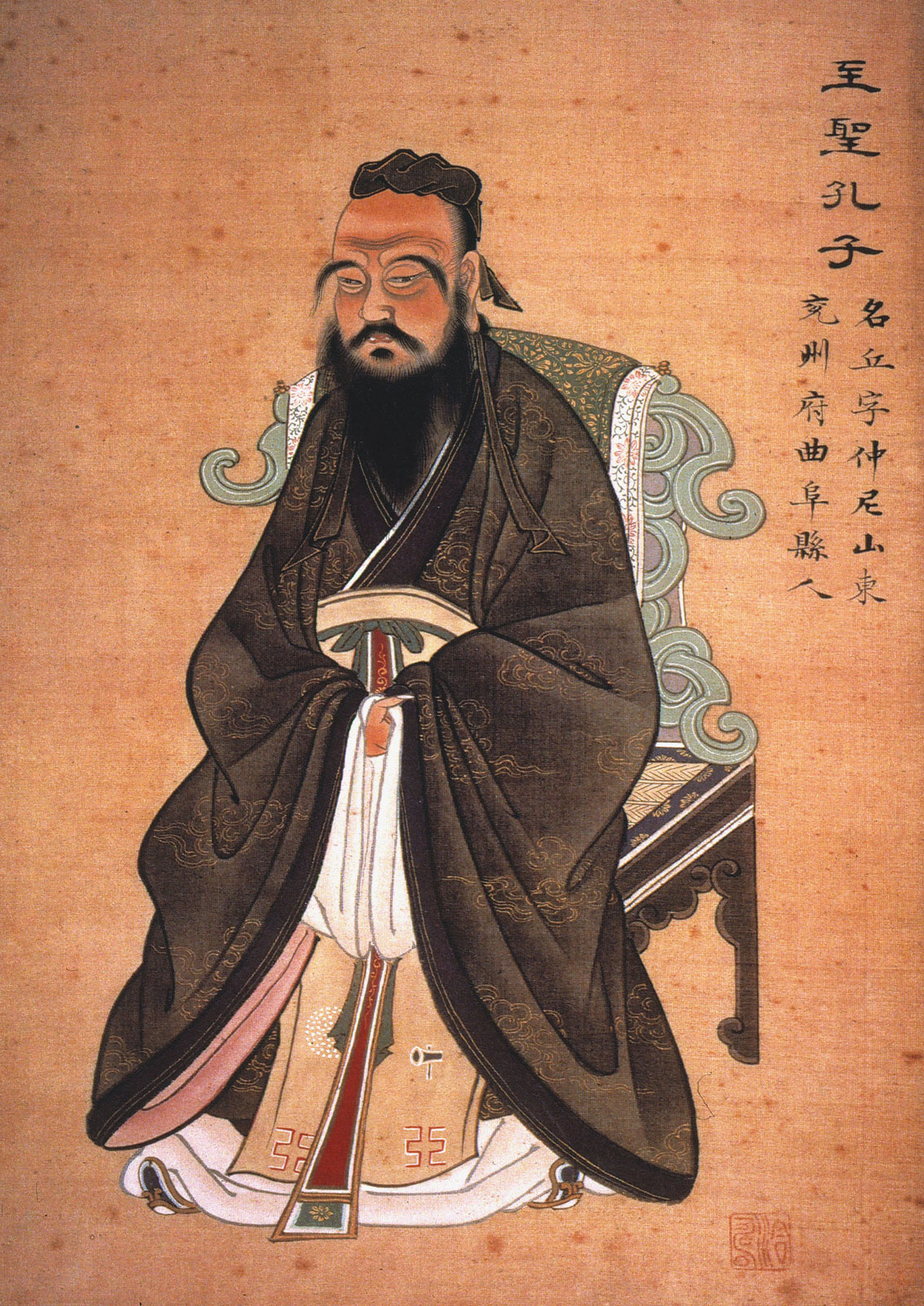

능력주의(Meritocracy)는 개인의 능력을 기준에 따라 정량적으로 평가하여 그에 따라 사회적 지위나 권력이 주어지는 사회를 추구하는 정치철학이다. 경제적 자유주의와 연관이 있다.

## 정의
가장 많이 통용되는 능력주의의 예는 시험을 통한 개인능력 평가이다. 가장 흔한 예로 IQ 테스트가 있다. 또한, 성과, 지능, 학력과 교육에 따라 능력을 평가하는 것을 들 수 있다.
이 능력주의는 실용주의나 공리주의같이 정부의 관료나 특정 지도층을 선발하는 도구로 사용된다.
대학의 학위가 현대 능력주의의 대표적인 예로 볼 수 있다. 이 능력주의 사회에서는 학위가 평가의 기준으로 사용되며, 고등 교육일 수록 더 많은 능력이 있다고 보는 것이다. 하지만, 국제적으로 공통된 기준은 없으며, 교육 자체만으로 능력이 있다고 보는 것은 아니며, 경험과 숙련된 기술, 결과에 따라 다각적으로 평가를 하고 있다.

## 비판

### 능력주의의 함정
다니엘 마르코비츠는 그의 저서에서 "능력주의의 함정"이라는 개념을 소개했다.  그는 능력주의가 그것과 관련된 모든 문제의 근원이라고 주장한다.  대표적으로 급진적 불평등이 생성되며, 이 불평등은 능력주의 사회에서 점진적으로 가속도가 붙는다는 것이다.  하지만, 그는 능력주의 자체를 부정하지 않으며, 문제를 다소 적절하게 타협하도록 권장한다.
마르코비츠는 능력주의를 피하기 위해선, 경쟁사회를 조장하지 않으며 사회경제적으로 삶의 편이성을 모두에게 분배해야 한다고 주장한다.

### 사회진화론의 연장
철학자인 켄 람페르트는 그의 저서 <능력주의 교육과 사회적 쓸모없음>에서 교육적 능력주의는 사회진화론의 포스트 모던 버전에 불과하다고 주장한다.  즉, 다윈의 자연선택을 통한 진화론으로 능력주의를 정당화 한다는 것이다.

### 능력주의는 전제정치
마이클 샌델은 그의 저서에서 능력주의를 전제정치로 부르며, 어메리칸 드림으로 인해 사회적 계층이동이 불가능해졌으며, 불평등이 증가했다고 주장한다.  이것이 서유럽 국가들을 포퓰리즘으로 이끄는 분노와 불안의 주된 촉매제 역할을 했다고 주장한다.

### 과장된 신화
자신에게 충성하지 않았기 때문에 이복형제를 죽이고 사회적 신분이 낮아도 자신에게 충성하면 높은 지위를 준 칭기즈 칸처럼 과장된 사례들이 많다. 사실 그는 자무카 같은 예외를 제외하면 능력이 뛰어난 적들도 아무렇지 않게 몰살하여 많은 유목민들을 죽였고 신분이 관계가 없었던 발주나 맹약은 충성은 몰라도 능력과는 별로 관련이 없었다. 심지어 칭기즈 칸에게 충성하지 않았던 자들은 신분과 능력에 상관없이 거의 다 제거되었지만 귀족들은 오히려 전보다 더 강대한 힘과 권위를 얻었다.

## 같이 보기
- 피터의 법칙